# 春信風島田
春信風島田（はるのぶふうしまだ）、元禄島田とは、元禄時代ごろに流行した日本の女性の髪型。
接客業などに就いている十代半ばの若い女性に広く結われた。島田髷の中でも古い形のもので、男性の髷だった頃の面影を薄く残している。島田髷系統の原型で、浮世絵師の鈴木春信の絵に登場する若い女性によく見られることからこの名がある。

## 特徴
やや野卑な印象の大島田を洗練させたものが元禄島田で、特に、「鶺鴒たぼ」という反り上がったたぼのものは、当時の美人画の名手として有名な鈴木春信にちなんで春信風島田と呼ぶこともある。髷の前方部分の位置は下がり、髷自体は短く太くなっている。後世の島田に比べると髷は水平に近く、髷の根はまだ上がっていない。